# Autostrada A111 (Niemcy)
Autostrada federalna A111 (niem. Bundesautobahn 111 (BAB 111) także Autobahn 111 (A111)) – łącznica autostradowa w Niemczech w północnej części Berlina o długości 17 km, która łączy Berliner Ring (A 10 – zewnętrzną autostradową obwodnicę Berlina) z Berliner Stadtring (A100 – wewnętrzną autostradową obwodnicą śródmieścia Berlina).
W czasach NRD autostrada miała oznaczenie A17, które istniało jedynie dla potrzeb administracyjnych, przez co nie umieszczano go na drogowskazach. Trasa stanowiła jedno z dwóch połączeń autostradowych z Berlinem Zachodnim, poprzez przejście graniczne Heiligensee. Była także jedną z dróg tranzytowych kraju.